# Mountain City (Nevada)
Mountain City é uma pequena área não incorporada e cidade fantasma (não abandonada) do Condado de Elko, no estado de Nevada, Estados Unidos. Esta cidade fantasma fica situada a aproximadamente a 26 quilômetros a sul da fronteira com o estado do Idaho. É banhada pelo rio Owyhee e tem uma altitude de 1.710 m.

## História
Originalmente a cidade chamava-se Cope, depois das descobertas de ouro por Jesse Cope em abril de 1869 o que levou ao que se chamou de "Cope Boom". O distrito mineiro de Cope foi constituído em 22 de maio desse ano, e em junho a população da área atingiu os 300 habitantes. Em 31 de julho de 1869, o nome foi oficialmente mudado para "Mountain City". No fim do verão desse ano, a população da cidade atingiu as 700 almas. Por essas alturas, a vila tinha vinte saloons, uma dúzia de hotéis, seis restaurantes e duas cervejarias. Uma nova mina chamada "The Rattlesnake" produzia o incrível valor de 9.000 dólares por tonelada em prata. Devido às descobertas de minérios e aos empreendimentos existentes, a população continuava aumentando e, em finais de 1870 atingiu a cifra de 1000 habitantes e havia mais de 200 edifícios.Havia também seis advogados e três médicos.Contudo em 1872 o panorama começou a mudar, as minas mostraram sinais de começarem a produzir menos. Em 1872,as minas apenas obtiveram um lucro de 32.000 dólares e a população diminuiu para apenas 67 habitantes em 1875. Muitos dos antigos mineiros começaram a arrendar quintas e a trabalhar nelas que é na atualidade a atividade económica predominante na pequena comunidade quase abandonada. Em 1932, houve uma grande descoberta de cobre em Rio Tinto e novamente sugiram novos edifícios e negócios em Mountain City que se mantiveram até aos finais da década de 1940, altura em que encerrou a mina de Rio Tinto e Mountain City passou a viver quase exclusivamente dos ranchos adjacentes e pequeno comércio. Na década de 1950, houve alguma esperança com a descoberta de urânio nas proximidades (Granite Ridge), mas o urânio encontrado não foi rentável.